# غارمه
غارمه (به لاتین: Gharmeh) یک منطقهٔ مسکونی در افغانستان است که در ولایت بادغیس واقع شده‌است.